# Paweł Zieliński (piłkarz)
Paweł Zieliński (ur. 17 lipca 1990 w Ząbkowicach Śląskich) – polski piłkarz występujący na pozycji obrońcy.

## Życiorys
W swojej karierze występował w takich klubach, jak – Orzeł Ząbkowice Śląskie, Bielawianka Bielawa, Ślęza Wrocław oraz Śląsk Wrocław. W Ekstraklasie zadebiutował 16 lutego 2014 w meczu z Lechem Poznań (1:2), zmieniając w 84. minucie Toma Hateleya. Swojego pierwszego gola w najwyższej klasie rozgrywkowej, strzelił 30 listopada 2014 w zremisowanym 1:1 spotkaniu z Pogonią Szczecin.

## Statystyki klubowe
(aktualne na dzień 2 czerwca 2017)
| Klub              | Sezon             | Liga              | Liga  | Liga   | Puchar kraju | Puchar kraju | Europa | Europa | Inne  | Inne   | Suma  | Suma   |
| Klub              | Sezon             | Liga              | Mecze | Bramki | Mecze        | Bramki       | Mecze  | Bramki | Mecze | Bramki | Mecze | Bramki |
| ----------------- | ----------------- | ----------------- | ----- | ------ | ------------ | ------------ | ------ | ------ | ----- | ------ | ----- | ------ |
| Śląsk Wrocław     | 2013/14           | Ekstraklasa       | 15    | 0      | 0            | 0            | –      | –      | –     | –      | 15    | 0      |
| Śląsk Wrocław     | 2014/15           | Ekstraklasa       | 35    | 1      | 3            | 0            | –      | –      | –     | –      | 38    | 1      |
| Śląsk Wrocław     | 2015/16           | Ekstraklasa       | 26    | 0      | 4            | 0            | 4      | 0      | –     | –      | 34    | 0      |
| Śląsk Wrocław     | 2016/17           | Ekstraklasa       | 6     | 0      | 2            | 0            | –      | –      | –     | –      | 8     | 0      |
| Ogółem w karierze | Ogółem w karierze | Ogółem w karierze | 82    | 1      | 9            | 0            | 4      | 0      | –     | –      | 95    | 1      |

## Życie prywatne
Jest jednym z trzech synów Bogusława i Beaty Zielińskich. Jego bracia, Piotr (ur. 1994) oraz Tomasz (ur. 1985) również zostali piłkarzami.